# 迪沃河畔诺夫
迪沃河畔诺夫（法語：Neauphe-sur-Dive，法語發音：[nof syʁ div] ⓘ）是法国奥恩省的一个市镇，位于该省北部偏东，属于阿让唐区。

## 地理
迪沃河畔诺夫（48°50'56"N, 0°5'45"E）面积13.89 平方千米，位于法国诺曼底大区奧恩省，该省份为法国西北部内陆省份，北起顺时针与卡爾瓦多斯省、厄尔省、厄尔-卢瓦省、萨尔特省、马耶讷省和芒什省接壤。
与迪沃河畔诺夫接壤的市镇（或旧市镇、城区）包括：埃科尔什、莱尚波、库德阿尔、迪沃河畔圣朗贝尔、迪沃河畔图尔奈、特兰。
迪沃河畔诺夫的时区为UTC+01:00、UTC+02:00（夏令时）。

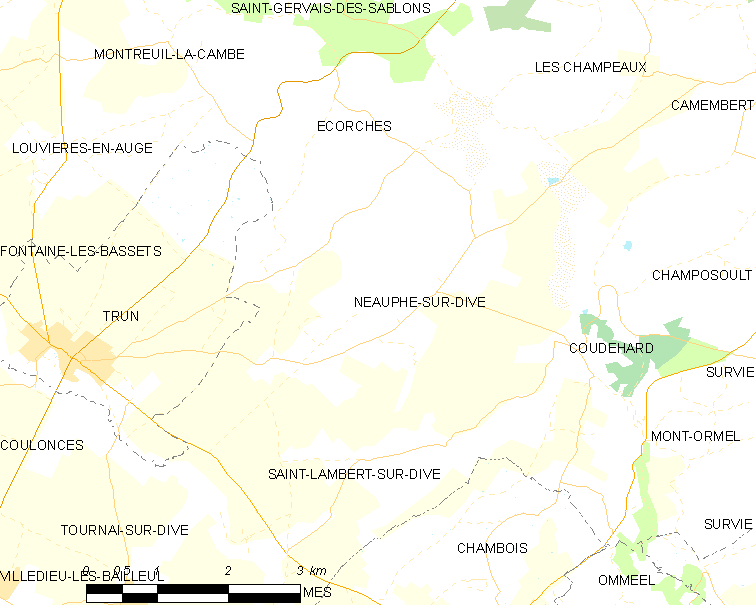
迪沃河畔诺夫的OSM定位图

## 行政
迪沃河畔诺夫的邮政编码为61160，INSEE市镇编码为61302。

## 政治
迪沃河畔诺夫所属的省级选区为阿让唐第二县。

## 交通
奥恩省省道D242线、D246线和D708线在市中心交汇，省道D13线经过境内西南侧。

## 人口

1962-2008年间迪沃河畔诺夫人口变化图示

迪沃河畔诺夫于2022年1月1日时的人口数量为132人。